# Ulvefod-klassen
Ulvefod-klassen (Lycopodiopsida) er en klasse inden for planteriget. Den indeholder følgende ordener:
| Ordener |

- Ulvefod-ordenen (Lycopodiales)
- Drepanophycales (uddød – fossiler kendt fra Silur til Devon)

| Botanik | Spire Denne botanikartikel er en spire som bør udbygges. Du er velkommen til at hjælpe Wikipedia ved at udvide den. |

| Portal | Portal:Botanik |